# Ceratonereis ramosa
Ceratonereis ramosa är en ringmaskart som först beskrevs av Horst 1919.  Ceratonereis ramosa ingår i släktet Ceratonereis och familjen Nereididae. Inga underarter finns listade i Catalogue of Life.